# Identité britannique

L’Union Jack est l’un des plus puissants symboles de l’identité britannique

L’identité britannique se définit comme l’état ou la qualité d’appartenance britannique,, ou le fait de posséder des caractéristiques britanniques. Le terme anglais de britishness (que l’on pourrait traduire en français par britannicité) est utilisé pour qualifier ce qui distingue le peuple britannique des autres peuples européens et forme la base de son unité et de son identité ou encore pour expliquer des modes d’expression de la culture britannique - habitudes, comportement et symboles - ayant une qualité commune familière ou iconique immédiatement identifiable au Royaume-Uni.
Le discours sur la légitimité et l’authenticité de la britishness est indissociable des relations de pouvoir et de politique; en termes de nationalité et d’appartenance, le fait d’exprimer ou de reconnaître son identité britannique provoque une gamme de réponses et d’attitudes allant de la revendication à l’indifférence ou au rejet. Macphee et Poddar estiment que bien que la définition des deux termes anglais différents britishness et englishness ne soit pas simple car ils sont invariablement en conflit, ils sont tous les deux attachés à l’identité de la nation et de l’empire britannique, et de même que ces deux notions sont en cours de transformation, les identités britannique et anglaise se modifient également. C’est ainsi que le glissement d’un mot à l’autre peut être vu comme le reflet de ces dynamiques changeantes.